# Evolution of the Daleks
"Evolution of the Daleks" (intitulado "Evolução dos Daleks" no Brasil) é o quinto episódio da terceira temporada da série de ficção científica britânica Doctor Who, transmitido originalmente através da BBC One em 28 de abril de 2007. É a segunda de uma história dividida em duas partes, sendo a conclusão de "Daleks in Manhattan" transmitido na semana anterior. Ambos foram escritos por Helen Raynor e dirigidos por James Strong.
Continuando os eventos do episódio anterior, Dalek Sec (Eric Loren), agora o primeiro híbrido Dalek-humano do Culto de Skaro, pretende converter mais humanos para refazer uma nova raça de Daleks como parte da evolução de sua espécie, mas é traído por seus companheiros por fazer isso.
De acordo com os números do Broadcasters' Audience Research Board, este episódio foi visto por 6,97 milhões de telespectadores e foi a décima sétima transmissão mais popular na televisão britânica naquela semana. 

## Enredo

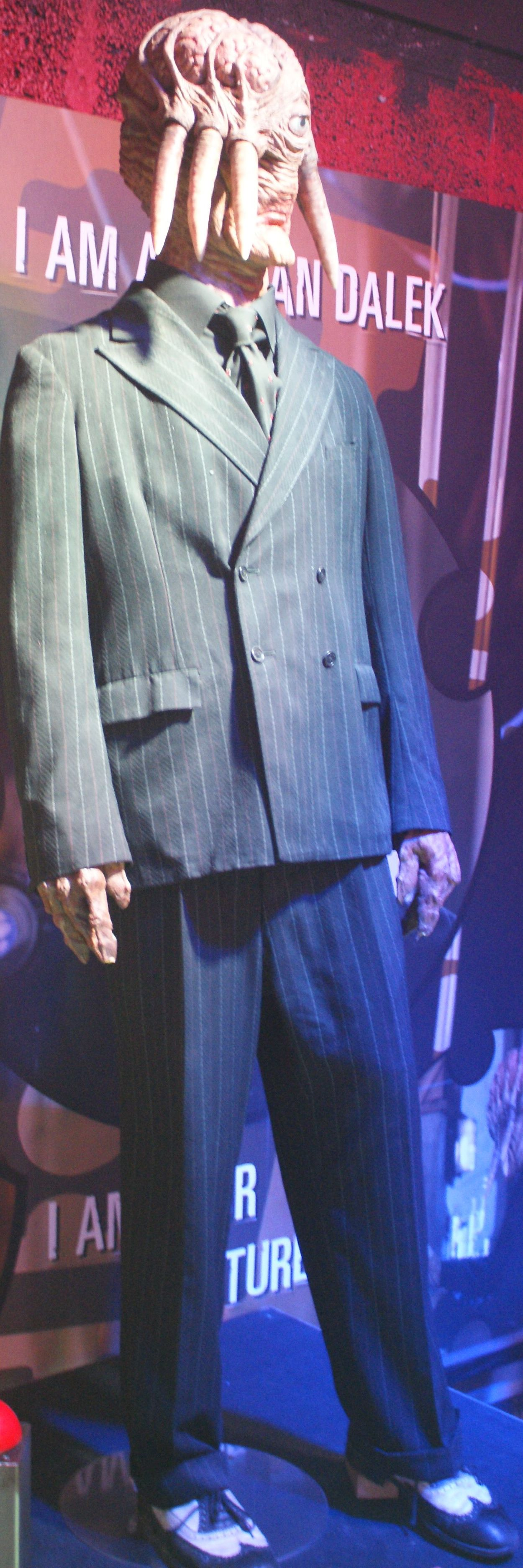
Dalek Sec em sua forma humana, como mostrado na Doctor Who Experience

Após Dalek Sec se converter em um híbrido Dalek-humano, o Doutor confronta o Culto de Skaro e ajuda Martha e Frank a escapar. Enquanto Dalek Sec começa a experimentar emoções, seus companheiros, Dalek Caan e Dalek Jast, discutem sua falta de confiança nele. O Doutor e Martha retornam a Hooverville, que é atacada pelos Daleks. Embora Solomon seja morto, Dalek Sec ordena que o Doutor seja trazido vivo de volta a ele.
No laboratório embaixo do Empire State Building, o Doutor descobre que os Daleks estão planejando combinar seu DNA com humanos e criar mais híbridos. O processo requer mais energia do que pode ser gerada com a tecnologia de 1930, então os Daleks planejam usar radiação gama de uma erupção solar. O Doutor concorda em ajudar quando percebe que as cobaias humanas já estão com morte cerebral e não podem ser salvas de outra forma. Ele também se oferece para levar os novos híbridos e os Daleks para um novo planeta para que eles possam recomeçar, com o que Dalek Sec concorda. No entanto, os Daleks Caan, Jast e Thay traem Dalek Sec e o acorrentam. Eles então decidem substituir o DNA humano completamente pelo seu próprio. O Doutor se reagrupa com Martha, que invadiu o Empire State Building com Tallulah e Frank. Ela diz ao Doutor que ele deve remover os painéis de Dalekânio no mastro do edifício para interromper a coleta de energia. O Doutor não consegue tirá-los a tempo e segura o mastro enquanto um raio o atinge. A energia flui pelo prédio, despertando os novos híbridos.
O Doutor retorna ao teatro com o exército humano-Dalek seguindo-os nos esgotos. Lá, ele implora aos Daleks Thay e Jast para ouvirem Dalek Sec e deixá-lo ajudar. Eles se recusam, tentando matar o Doutor, mas Sec se interpõe e se sacrifica. Os Daleks ordenam que seu exército mate o Doutor, mas descobrem que os humanos estão questionando as ordens. Ao se expor ao ataque gama, o Doutor fez com que parte de seu DNA de Senhor do Tempo fosse transferido para os receptáculos humanos. O exército mata Thay e Jast. Dalek Caan ativa uma sequência de terminação para matar o resto do exército. Chateado por esse ato de genocídio, o Doutor retorna ao laboratório para enfrentar Caan, que escapa usando uma mudança temporal.
Laszlo começa a ficar fraco, pois ele e os outros porcos escravos (que foram mortos por Martha, Frank e Tallulah usando o raio) têm uma vida útil de apenas algumas semanas. O Doutor usa a tecnologia deixada para trás no laboratório dos Daleks para curá-lo, que passa a viver com Frank em Hooverville.

## Produção
A sequência no teatro foi filmada no Parc & Dare Theatre, Treorchy. Cenas ambientadas na favela de Hooverville foram filmadas em Bute Park, Cardiff. Algumas filmagens de segunda unidade para esta história foram feitas na cidade de Nova York. Consistia principalmente em tomadas estáticas de marcos e paisagens, muitas das quais foram alteradas digitalmente para remover a arquitetura criada desde a ambientação da história. Esta constitui a segunda vez que qualquer filmagem de Doctor Who foi conduzida na América. (O telefilme de 1996, embora produzido em Vancouver, Canadá, incluía planos de estabelecimento de São Francisco filmadas por uma segunda unidade.
A presença dos Daleks nesta história foi relatada pelo News of the World em 12 de novembro de 2006 e confirmada pela BBC no final de dezembro.

## Transmissão
Quando a audiência final consolidada foi calculada, foi relatado que o episódio foi assistido por 6,97 milhões de telespectadores e foi a décima sétima transmissão mais popular na televisão britânica naquela semana. Este episódio, juntamente com "Daleks in Manhattan", "The Lazarus Experiment" e "42", foi lançado como um DVD sem recursos especiais.